# Премія імені Миколи Садовського
Премія імені Миколи Садовського — премія Національної спілки театральних діячів України, яка присуджується за вагомий внесок у справу національно-культурного відродження, за активну і плодотворну організацію театральної справи. Названа на честь корифея українського побутового театру Миколи Садовського. Присуджується з 1997 року.

## Лауреати
1997
- Берсон Микола Семенович — директор Миколаївського українського театру драми та музичної комедії.
- Бровун Марк Матвійович — директор-художній керівник Донецького обласного українського музично-драматичного театру імені Артема.
- Поштарук Данило Андрійович — директор-художній керівник Волинського академічного обласного театру ляльок.

1998
- Безгін Ігор Дмитрович — завідуючий кафедрою ОПу Київського державного інституту театрального мистецтва імені Івана Карпенка-Карого.
- Мерзлікін Микола Іванович — головний режисер Київського державного музичного театру для дітей та юнацтва.
- Поляк Анатолій Петрович — головний режисер Полтавського театру ляльок.

1999
- Фурсенко Леонід Йосипович — директор Дніпропетровського російського драматичного театру імені Максима Горького.
- Ситник Алім Іванович — директор-художній керівник Черкаського обласного музичнодраматичного театру імені Тараса Шевченка.
- Козенко Віктор Данилович — директор Луганського обласного російського драматичного театру.

2000
- Дорошенко Іван Васильович — директор Київського музичного театру для юнацтва.

2001
- Слонов Валентин Іванович — директор Запорізького українського музичнодраматичного театру.
- Кудіна Маргарита Андріївна — директор Дніпродзержинського російського драматичного театру.

2010
- Мазур Володимир Олександрович — директор-художній керівник Дніпропетровського Молодого театру «Камерна сцена».

2011
- Ожеван Іван Миколайович — головний адміністратор Національного академічного драматичного театру імені Івана Франка.

2012
- Ковтуненко Валерій Іванович — директор Дніпропетровського академічного українського музично-драматичного театру імені Тараса Шевченка.

2013
- Кривцун Надія Сергіївна — актриса Вінницького академічного музично-драматичного театру імені Миколи Садовського.

2014
- Коваль Ігор Миколайович (режисер) — директор Харківського академічного театру музичної комедії.

2016
- Гнатенко Микола Григорович — директор-художній керівник Львівського академічного обласного музично-драматичного театру імені Юрія Дрогобича.

2017
- Дорофєєв Сергій Вікторович — директор Луганського обласного академічного музично-драматичного театру.

2018
- Андрієнко Олексій Миколайович — директор Полтавського академічного обласного українського музично-драматичного театру імені Миколи Гоголя.

2019
- Білоус Андрій Федорович — директор-художній керівник Київського національного академічного Молодого театру.

2020
- Бордюг Ірина В'ячеславівна — комерційна директорка Херсонського обласного академічного українського музично-драматичного театру імені Миколи Куліша.

2021
- Захаревич Михайло Васильович — генеральний директор-художній керівник Національного академічного драматичного театру імені Івана Франка.